# Gueules cassées
Pour l’article homonyme, voir Gueules cassées (label).

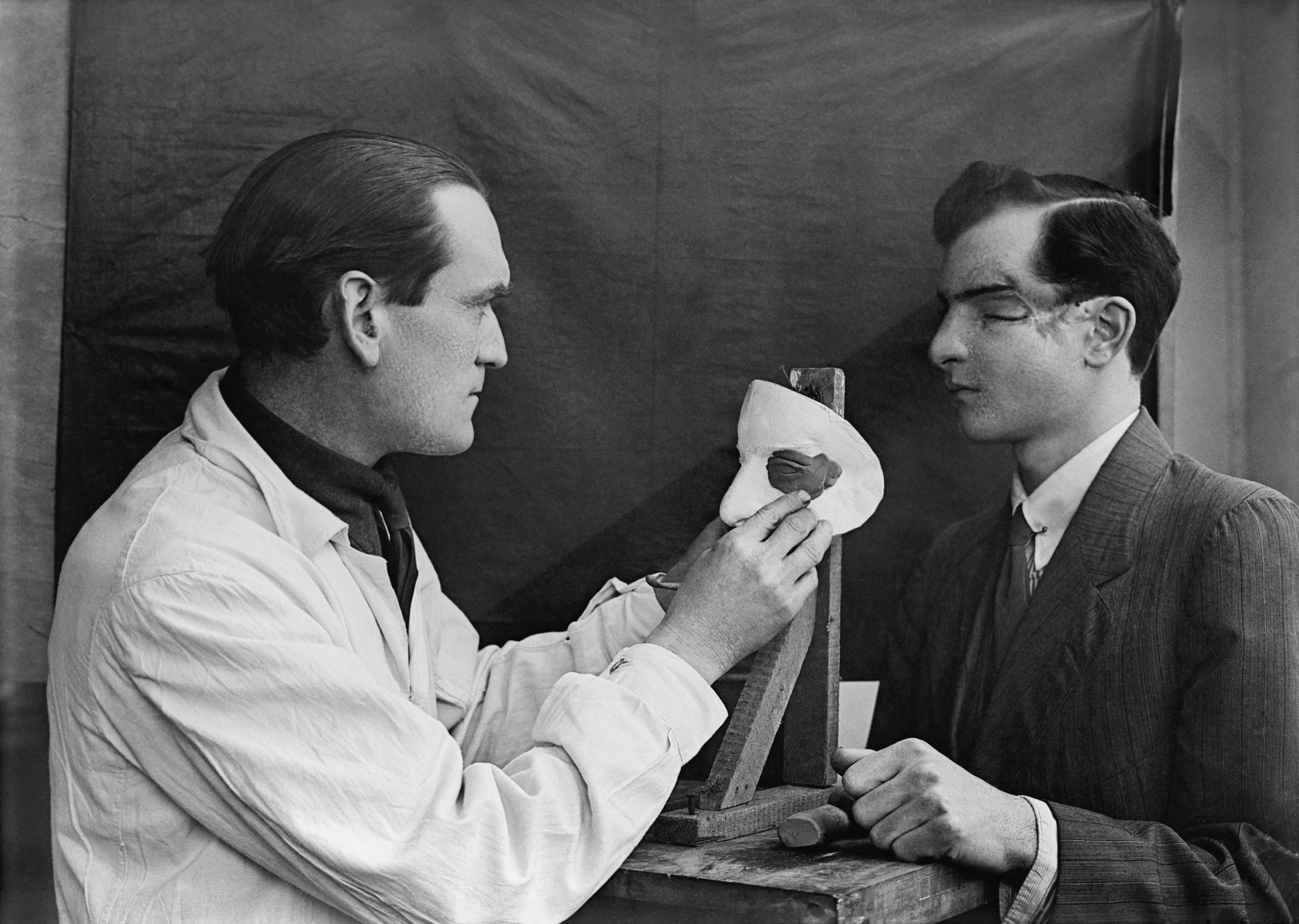
Francis Derwent Wood confectionnant un masque pour un soldat britannique.

L'expression « gueules cassées », inventée par le colonel Picot, désigne les survivants de la Première Guerre mondiale ayant subi une ou plusieurs blessures au combat et affectés par des séquelles physiques graves, notamment au niveau du visage. Elle fait référence également à des hommes profondément marqués psychologiquement par le conflit, qui ne purent regagner complètement une vie civile ou qui durent, pour les cas les plus graves, être internés à vie.

## Origine de l'expression
Le colonel Picot, hospitalisé au Val-de-Grâce, se rend à la Sorbonne pour une cérémonie patriotique. Le garde républicain lui refuse l’entrée car le colonel n’a pas de convocation. Au même moment, un quidam montre une vague carte et murmure « Député », puis passe. L’officier, furieux, fait plusieurs fois le tour de la place et, après la relève du soldat, se présente à nouveau et exhibe une carte quelconque en grommelant « gueule cassée ». Le factionnaire le laisse passer.

## Première Guerre mondiale

### Ampleur du problème
À la fin de la Première Guerre mondiale, le nombre total de morts s’élevait à 9 millions dont plus de 2 millions d’Allemands, presque 1,5 million de Français, 1,8 million de Russes, 750 000 Britanniques et 650 000 Italiens. Proportionnellement à sa population, la France est le deuxième pays où les pertes ont été les plus importantes.

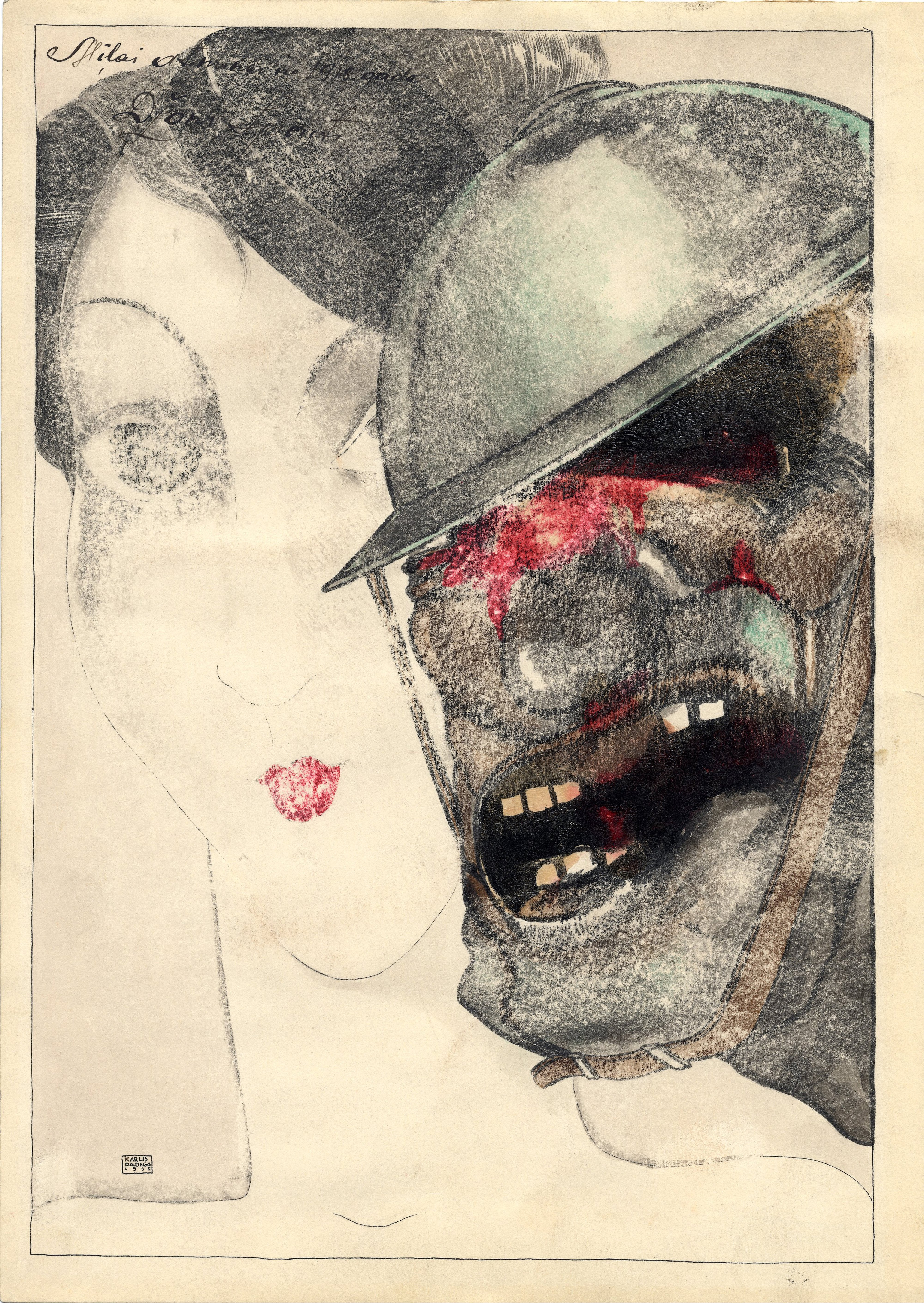
Tableau de Kārlis Padegs, intitulé « Memento From 1918. John Yperite » évoquant les blessures de guerre de la première mondiale.

La France compte un peu moins de 4 millions de blessés, dont près de 500 000 sont des blessés au visage : plaies de la face, du nez, des yeux et des oreilles et surtout des fractures des maxillaires, en particulier du maxillaire inférieur. Par rapport aux blessures de la tête, les blessures de la face sont d'un pronostic vital relativement bénin (faible létalité) mais avec un préjudice esthétique et des conséquences psycho-sociales énormes.
Selon Georges Duhamel, ce type de blessure touche « ces appareils délicats qui permettent à l'homme de manger, de respirer, de sentir des odeurs, de voir et d'entendre et qui permettent aussi de paraître au milieu de ses semblables, sans leur inspirer étonnement ou répulsion ». De tels blessés défigurés peuvent perdre leur identité, voire toute vie sociale (le visage est un « passeport social »).
Le traitement initial (chirurgie de « l'Avant » ou du champ de bataille) consiste en premier lieu à sauver la vie du blessé en évitant les complications mortelles (asphyxie, hémorragie et infection), puis de sauver ou préserver le maximum de surface cutanée possible. Dans un second temps, beaucoup plus long, il s'agit de lutter contre les séquelles par un travail de réparation et de restauration esthétique pouvant durer plusieurs années.

### Adaptations du service de santé des armées
Dès les premières semaines du conflit, la chirurgie maxillo-faciale apparait comme une spécialité à part entière et en plein essor. Dès le 10 novembre 1914, une circulaire établit trois services dédiés : celui du Val-de-Grâce de Paris (le seul qui existait déjà) et deux autres créés à Lyon et à Bordeaux.
En 1918, la France compte 17 services spéciaux ou centres interrégionaux de chirurgie maxillo-faciale, répartis sur tout le territoire. À cela s'ajoutent des centres annexes : écoles dentaires, hôpitaux temporaires dans des bâtiments réquisitionnés (hôtels, collèges, lycées…). 
Des équipes mobiles « maxillo-faciales d'armée » sont mises en place à proximité du front, d'abord à Amiens, Bar-le-Duc et Verdun puis dans tous les hôpitaux de l'Avant.

## Procédés de réparation esthétique
Si le visage de l’individu nécessitait des soins, il était photographié de face et de profil puis un moule de son visage était effectué. 
Les pertes de substances sont de deux ordres : les pertes tégumentaires (peau, phanères, chair et graisse) et les pertes osseuses et de cartilage. Elles sont réparées par greffes.

### Greffes cutanées

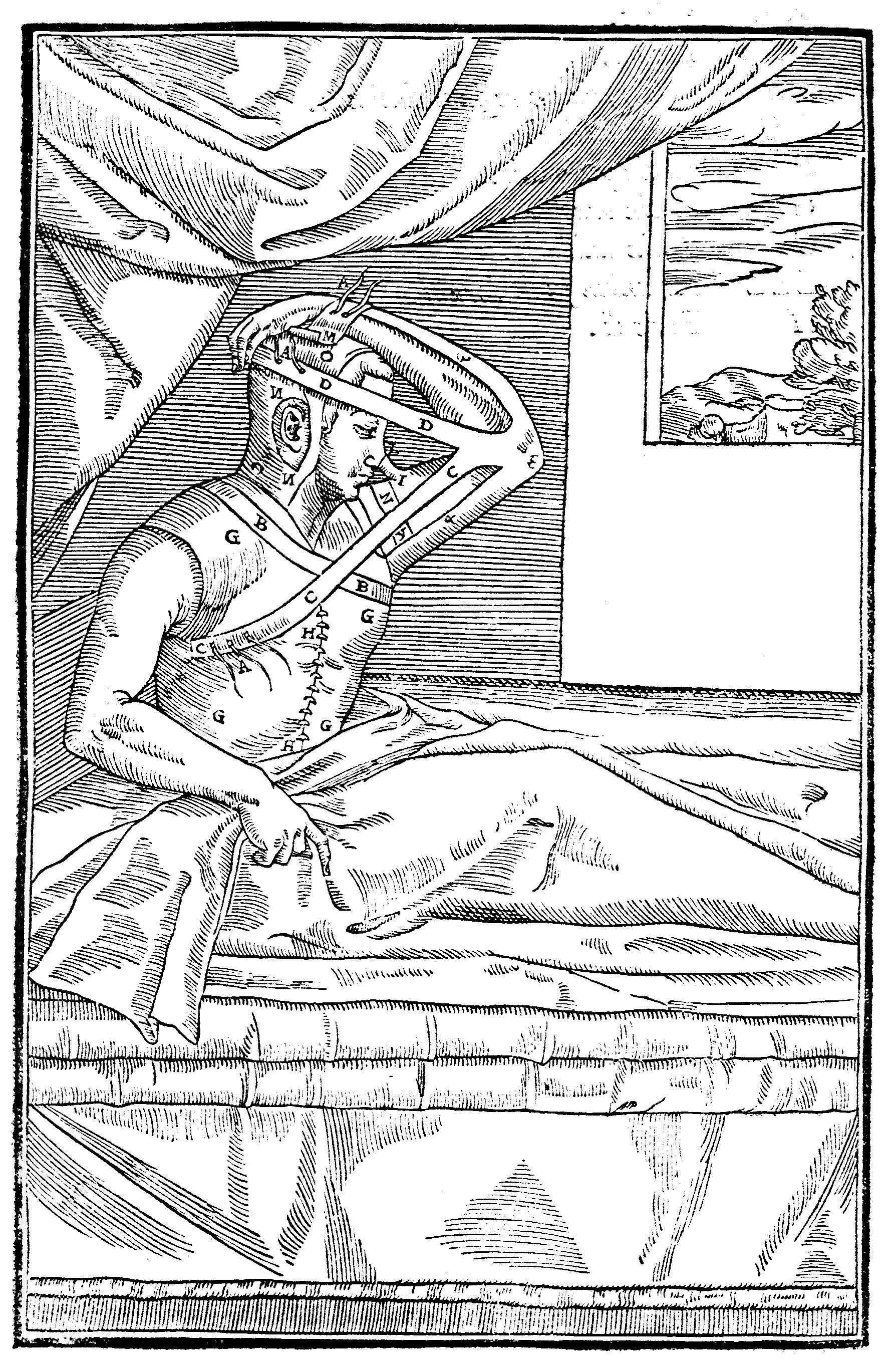
Greffe italienne.

Il s'agit d'autoplasties ou autogreffes. Des lambeaux cutanés sont prélevés au niveau d'une partie du corps du patient (bras ou cuisse) pour être greffées sur la plaie à recouvrir.
Les lambeaux cutanés dits pédiculés (vascularisés) de proximité sont amenés progressivement au niveau de la plaie. La greffe indienne utilise des lambeaux à partir du front  et la greffe italienne à partir d'un lambeau au niveau du bras et maintenu au contact de la face, celle-ci reprenant un procédé inventé au XVIe siècle par le médecin italien Gaspare Tagliacozzi.
À la fin de la guerre, Léon Dufourmentel prélève des greffons de cuir chevelu pour les amener sur les plaies des lèvres ou du menton. Ces lambeaux étaient bi-pédiculés, donc bien vascularisés et de plus grande vitalité. Le blessé pouvait laisser pousser les cheveux, ce qui masquait les cicatrices en remplaçant la barbe.

### Greffes ostéopériostiques
Des greffes osseuses sont pratiquées au niveau des maxillaires, mais avec un taux d'échec important. Elles sont bientôt remplacées par des greffes ostéopériostiques aux meilleurs résultats  pour la réparation des pertes de substances osseuses plus ou moins étendues. Il ne s'agit pas d'une innovation thérapeutique mais de l'adaptation d'un procédé classique.
En effet, particulièrement employée dans la chirurgie des membres avant 1914, son indication se trouve étendue pendant la guerre grâce à l'initiative du Dr Henry Delagenière, médecin-chef du centre de chirurgie maxillo-faciale du Mans, ainsi qu'aux travaux de J. Lebedinsky et Maurice Virenque,.
La méthode s'appuie sur la fonction sécrétante du périoste (membrane fibreuse qui entoure l'os et seule partie de l'os véritablement active). Il s'agissait de prélever un greffon sur la face interne du tibia du blessé et de le poser sur la région réceptrice. Le greffon, très malléable, s'appliquait sur la perte de substance en prenant la forme voulue, assurant le rétablissement complet et solide de la continuité osseuse. En dépit de certaines réticences manifestées par une partie du monde médical, les greffes ostéopériostiques permettaient de corriger les difformités faciales et d'obtenir un résultat fonctionnel certain.

### Appareils
Divers appareils visent à éviter la contracture et l'ankylose maxillaire. D'autres sont des appareils de contention pour éviter les cals vicieux (cicatrisation osseuse en mauvaise position).

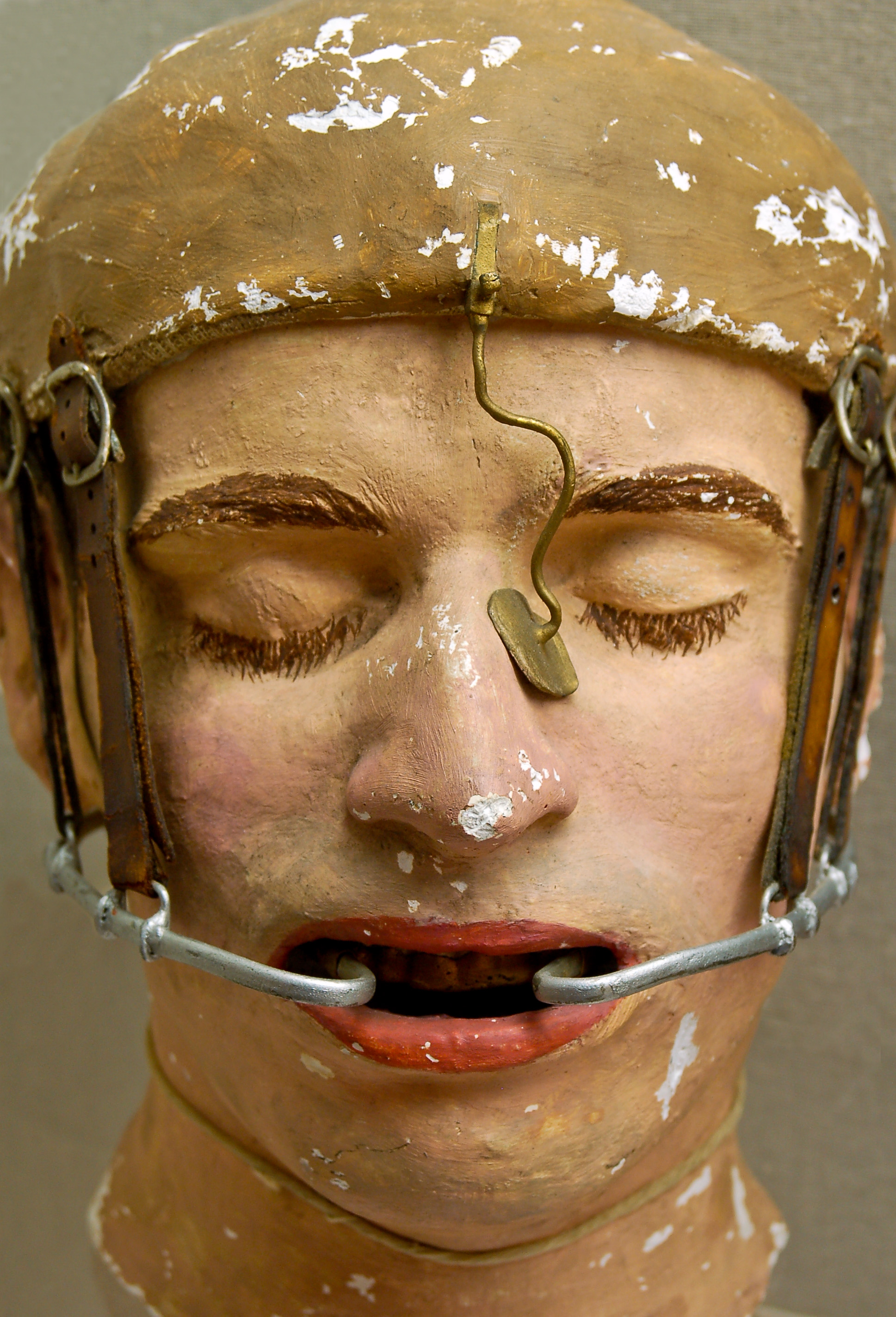
Casque et appareillage utilisés pour la reconstruction faciale de blessés de guerre dits « gueules cassées » lors de la Première Guerre mondiale, avec pour inconvénient de faire sans cesse saliver les blessés.

#### L'ouvre-bouche
On retrouve plusieurs variétés d'ouvre-bouche dans les différents services spécialisés. L'appareil est placé dans la bouche du blessé et maintenu de manière à étirer les muscles des mâchoires et à l'aider à recouvrer l'élasticité musculaire. Une graduation permet de mesurer la progression de la mécanothérapie. La rééducation par la mécanothérapie mobilise le blessé pour une durée variant de plusieurs jours à plusieurs mois, pour des résultats peu importants.

#### Le procédé des sacs
Décrit par le médecin Pitsch lors du Congrès dentaire-interalliés en 1916, le procédé des sacs consiste à placer deux plaquettes de bois de 20 cm de longueur environ dans la bouche et à suspendre à ces languettes des sacs plus ou moins lourds (jusqu’à 3 kg suspendus à la mâchoire) afin de replacer la bouche dans sa position originelle.

#### La gouttière de contention
Placée dans la bouche, elle permet de soutenir et de replacer les maxillaires.

#### Le casque de Darcissac
Nécessitant une immobilisation de 2  à   3 semaines, ces casques quoique relativement efficaces pour replacer grossièrement les traits du visage présentaient des inconvénients : ils fatiguaient les blessés qui salivaient trop du fait de l’ouverture permanente de leur bouche. De plus, ce casque tournait autour de la tête du blessé provoquant de vives douleurs. Il avait pour fonction la consolidation des fractures.

#### L'appareil masticateur
Les Gueules cassées atteints au niveau de la mâchoire, incapables de mastiquer, ont utilisé toute leur vie durant un appareil de type masticateur.

### Masques et prothèses

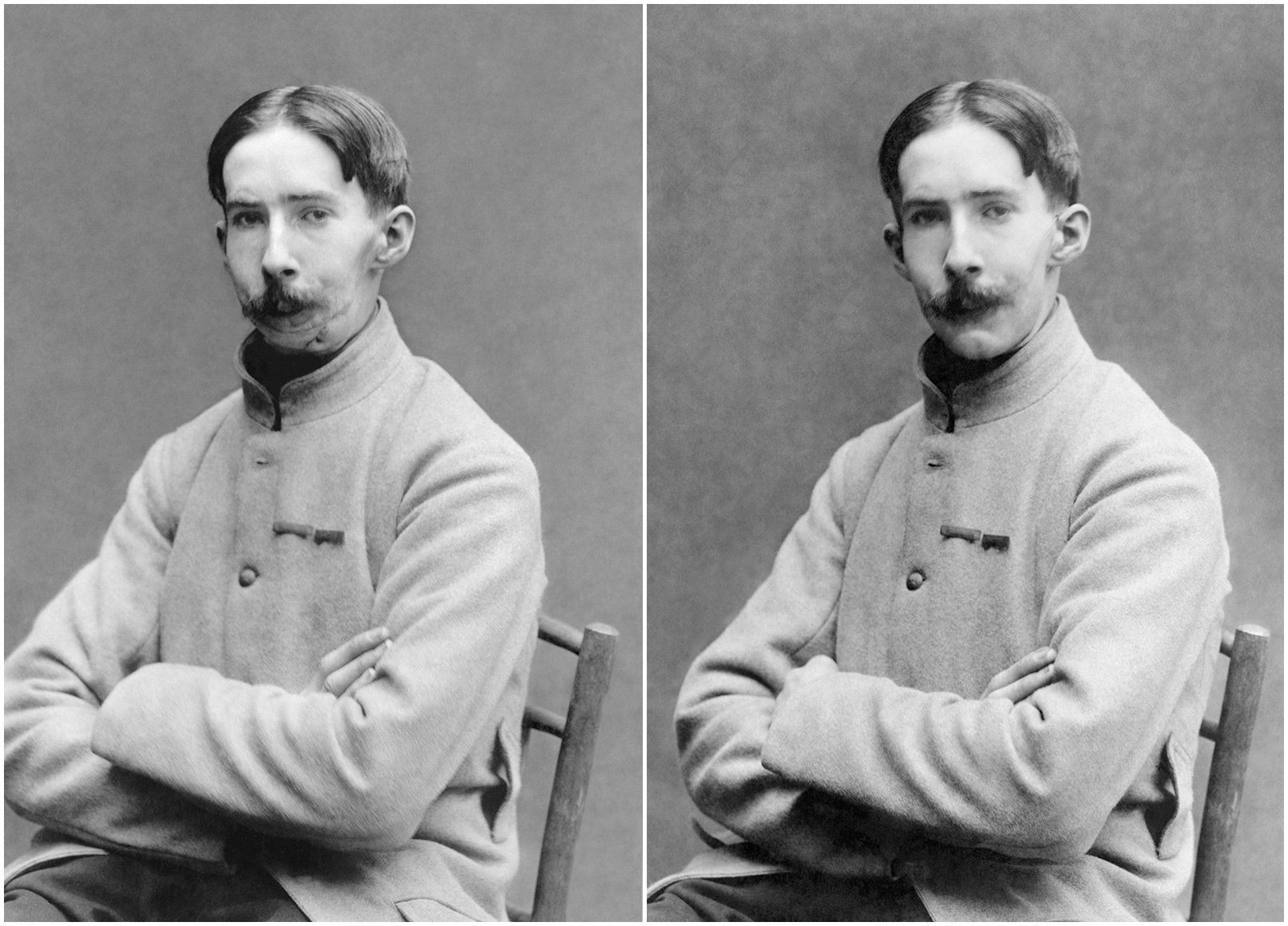
Soldat français sans et avec masque réalisé par Anna Coleman Ladd.

Si les réparations sont impossibles, il reste deux solutions : soit le mutilé s’accepte tel qu’il est et s’expose ainsi aux regards, soit il a recours aux prothèses.
Les prothèses faciales sont en vulcanite (caoutchouc durci dit vulcanisé ou ébonite). Elles peuvent être restauratrices pour assurer la fonction masticatrice ou l'étanchéité entre la cavité buccale et les fosses nasales (prothèse palatine pour lésions du palais). D'autres servent à masquer les pertes de substance le plus souvent au niveau du nez et des orbites.
Des sculpteurs comme Jane Poupelet, Anna Coleman Ladd ou encore Francis Derwent Wood ont travaillé dans des ateliers qui concevaient des masques pour combler les trous ou masquer les cicatrices des gueules cassées.
Les opérations de l’œil étaient impossibles à réaliser. De ce fait, on plaçait de faux yeux sous la paupière et on masquait la différence de niveau, en général assez marquée, par des lunettes.
La région nasale inférieure pouvait être réparée mais pas la supérieure, qui nécessitait la pose d’un faux nez suspendu par des lunettes. Ces appareillages  avaient une couleur qui, même de loin, trahissait le trou du dessous. D’autre part, leur lourdeur et leur pose délicate lassaient, humiliant la plupart des individus, qui préféraient un simple bandage ou l’exposition de leur visage.

## Psychiatrie de guerre
La violence des combats aggravée par l'usage intense d'armes nouvelles telles que les gaz de combat provoqua chez nombre de survivants des séquelles psychologiques parfois irréversibles et impressionnantes.
Ces phénomènes ont fait l'objet de nombreuses descriptions et classifications par les neuropsychiatres militaires de l'époque : commotion de guerre, obusite, shellshock pour les Anglais et Granatschock pour les Allemands, etc.. 

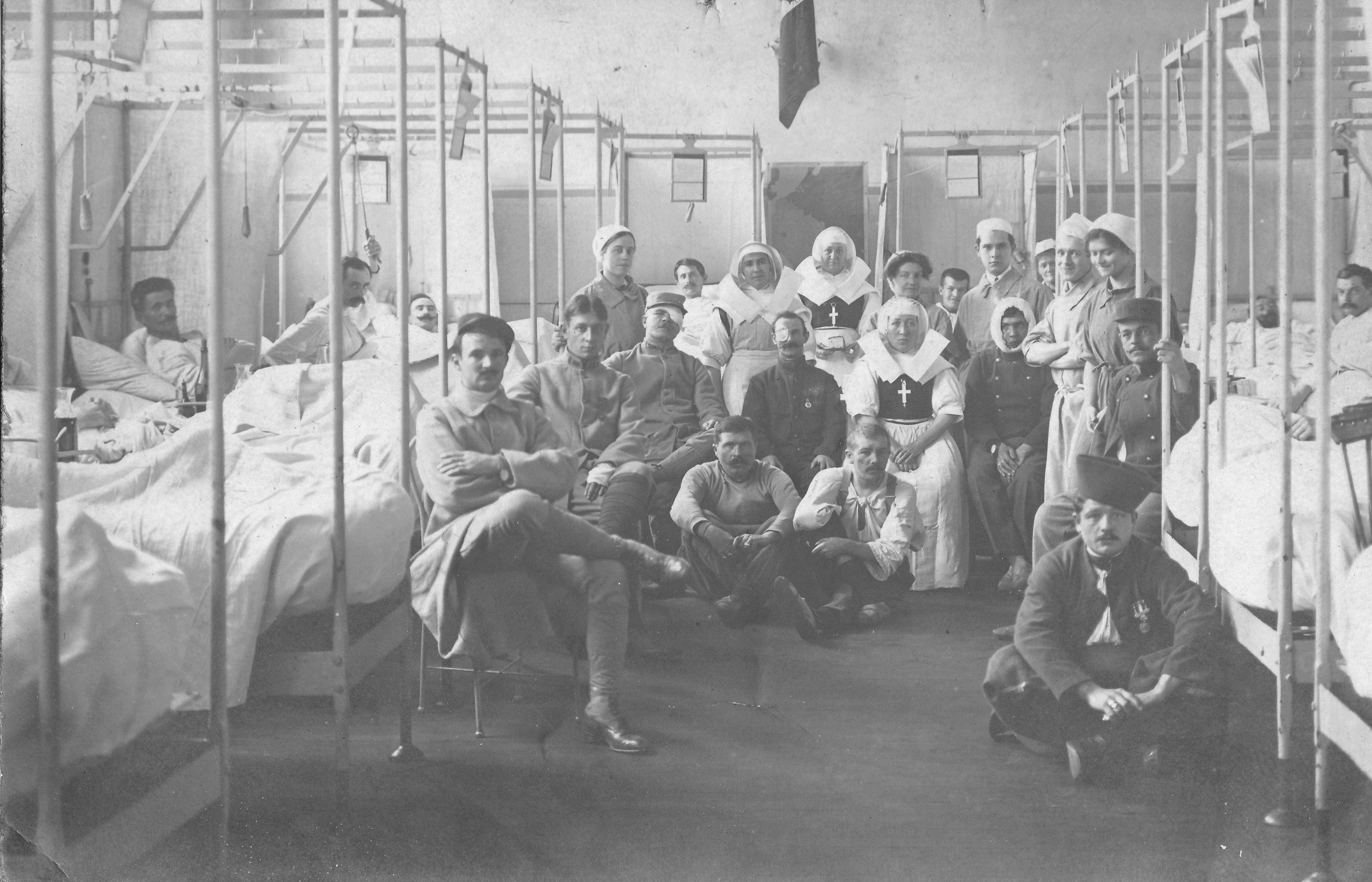
Blessés de guerre à l'hôpital.

Sur le champ de bataille, les observateurs notent des états de commotion (perte de connaissance ou stupeur), d'émotion (réactions anxieuses) et de confusion (agitation physique et mentale). En ambulance et en centre spécialisé, dès que le sujet est mis à l'abri, ces trois états s'associent ou évoluent l'un en l'autre.
Le vocable général « psychoses et névroses de guerre » regroupe des états persistants et variés d'anxiété, de neurasthénie, d'hystérie ou pithiatisme, de confusion mentale formant des sous-ensembles : psychoses commotionnelles, psychoses confusionnelles, psychoses hystéro-émotives… Les débats scientifiques de l'époque se cristallisent sur deux questions : est-ce que la guerre entraine des pathologies spécifiques ? Est-elle responsable d’une augmentation du nombre de personnes souffrant de ces affections? Depuis, ces troubles ont été classés comme se rapprochant d'un trouble de stress post-traumatique.
Le traitement des troubles psychologiques rebelles se déroule dans des centres neurologiques spécialisés répartis dans toute la France et totalisant 20 000 lits. La conduite à tenir est uniformisée par sociétés savantes et commissions d'experts.
On associait au traitement psychothérapique (suggestion hypnotique, psychanalyse…) des méthodes telles que l'isolement, l'hydrothérapie froide, l'électrothérapie voire le « torpillage » : une électrothérapie à visée punitive, ou comme moyen de persuasion-suggestion, pour distinguer les simulateurs en évitant la « contagion par imitation ».

## La douloureuse situation de l'après-guerre
Durant et après la guerre, en plus des morts sur le front, laissant en France 600 000 veuves et un million d’orphelins, de nombreux soldats de retour de la guerre ou des hôpitaux étaient gravement handicapés par les séquelles des blessures reçues au front : amputés, mutilés du visage, aveugles, gazés, défigurés, etc. Parmi ces hommes handicapés, 388 000 étaient mutilés, dont 15 000 touchés au visage. En majorité, ces blessés étaient des hommes âgés de 19  à   40 ans. Alors que la reconstruction du pays nécessitait un énorme travail, leur invalidité limitait la main-d’œuvre disponible et constituait une charge financière du versement de pensions par l’État dans un pays vieillissant qui ne retrouva sa population de 1913 que vers 1950.
Afin de réparer les dégâts physiques et psychosociaux de la guerre, des centres sont ouverts pour proposer des méthodes de camouflage ou de réparation des visages abîmés. L'expression « gueules cassées » aurait été introduite par le colonel Yves Picot alors qu’on lui refusait l’entrée à un séminaire donné à la Sorbonne sur les mutilés de guerre. Les Hospices civils de Lyon furent très actifs dans ce domaine.

## L’Union des gueules cassées
L’Armistice fut signée le 11 novembre 1918, mais ce n’est que le 28 juin 1919 que fut signé le traité de Versailles, auquel Georges Clemenceau convia cinq représentants des gueules cassées issus de l’hôpital du Val-de-Grâce (appelé le « Service des baveux ») de Paris, qui se nommaient Albert Jugon, Eugène Hébert, Henri Agogué, Pierre Richard et André Cavalier.
Le mutilé se sentait exclu en raison de ses longs séjours qui le coupaient de ses activités d’auparavant dans les hôpitaux, luttant avec les procédés archaïques pour sauver son visage, source de pitié, de dégoût mais aussi quelquefois de sympathie de la part des autres individus.

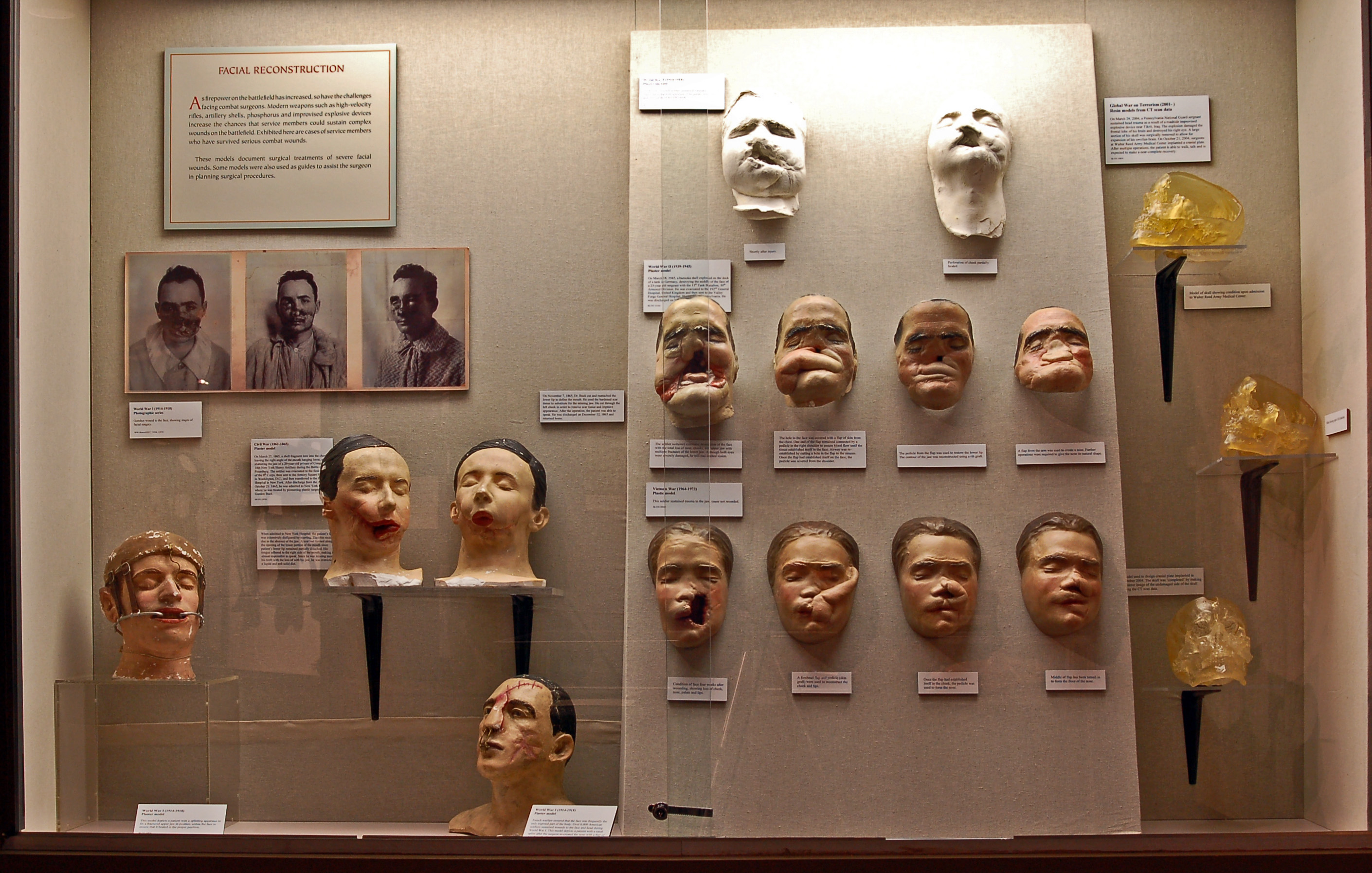
Vitrine pédagogique illustrant les progrès de la chirurgie reconstructrice avec diverses opérations de chirurgie maxillo-faciale surtout mises au point durant et après la Première Guerre mondiale (archives médicales militaires des États-Unis).

Bienaimé Jourdain et Albert Jugon, deux anciens blessés soignés au Val-de-Grâce, fondèrent le 21 juin 1921 une association, l’Union des blessés de la face et de la tête (UBFT), la préfecture de police de Paris refusant le nom de Gueules cassées. La première présidence est confiée au colonel Yves Picot lui-même, inventeur de l'expression Gueules cassées et grièvement blessé au visage par un obus le 15 janvier 1917 , avec Jourdain comme vice-président. Le 25 février 1927, l’Union est reconnue d'utilité publique.
Laissé à moitié mort sur le champ de bataille, Jugon avait dit à ses compagnons que, s’ils avaient le temps de le sauver après les autres soldats moins blessés que lui, alors ils pourraient venir le rechercher. Il fit partie des cinq soldats qui assistèrent à la signature du traité de Versailles.
Les difficultés financières du début des années 1920 retardèrent la mise en œuvre du projet de construction d’une maison des défigurés. Ce n'est qu'en 1927 que les gueules cassées purent acquérir un domaine, grâce à une souscription assortie d’une tombola, ouverte à la fin de 1925. Inaugurée par le président de la République Gaston Doumergue le 20 juin 1927, la maison des Gueules cassées était un château, situé à une quarantaine de kilomètres de Paris, dans le village de Moussy-le-Vieux, en Seine-et-Marne. En 1930, l'association créa le centre de recherche maxillo-faciale, à l’hôpital Lariboisière. En 1934, fut acquis le domaine du Coudon près de Toulon dans le Var (83). Ces deux domaines accueillaient les pensionnaires de manière définitive, pour les plus atteints d'entre eux, ou temporaire, pour les convalescents notamment.
Cependant, ces maisons ne symbolisent pas seulement la fraternité unissant les défigurés, mais aussi une sorte d’exclusion à l’intérieur de la société, une non-intégration d'après guerre. Cette association, qui n'a jamais demandé de subventions publiques, après avoir lancé en lien avec les autres associations de victimes de guerre (les Amputés de guerre, les Aveugles de guerre, les Mutilés des yeux, les Plus Grands Invalides, etc.) une souscription nationale assortie d'une tombola (appelée « la dette ») entre 1931 et 1933, fut financée à partir de 1935 par la Loterie nationale (créée par l'État devant le succès remporté par cette association) devenue la Française des jeux en réduisant au passage la part de l'Union des blessés de la face et de la tête (Gueules cassées) à 9,2 %. Celle-ci est cependant restée le premier actionnaire privé de La Française des jeux.

## Historique de la législation sur les travailleurs mutilés et handicapés
- 3 janvier 1918 : Loi relative à la rééducation professionnelle et à la création d'un Office national des mutilés et réformés de la guerre[24].
- 26 avril 1924 : La loi prévoit que des centres de rééducation soient ouverts pour les victimes d’accident du travail.
- Mai 1924 : La loi assure l’emploi obligatoire des mutilés de guerre. Les textes qui suivront reprendront trois points de cette loi :
  - Obligation aux entreprises de plus de 10 salariés d’employer des pensionnés de guerre et veuves de guerre (quota d’emploi de 10 %) ;
  - Pourcentage obligatoire des emplois réservés ;
  - Salaire avec éventuel abattement.
- 1930 : Création des pensions aux mutilés et victimes de la guerre, des centres d’appareillage, des centres de rééducation fonctionnelle et des emplois réservés. Début de l’histoire de l’emploi des personnes handicapées.

## «Les gueules cassées» dans la fiction
- L'Homme truqué (1921), nouvelle de Maurice Renard.
- Les Mutilés (1934), roman de Jacques de Fromont, Paris, Éditions du Siècle.
- Nez-de-Cuir, gentilhomme d'amour (1936), roman de Jean de La Varende et son adaptation cinématographique de 1951.
- Johnny s'en va-t-en guerre (Johnny Got His Gun) (1939), roman de Dalton Trumbo et son adaptation cinématographique de 1971.
- La Chambre des officiers (1998), roman de Marc Dugain et son adaptation cinématographique de 2001.
- Au revoir là-haut (2013), roman de Pierre Lemaitre. Prix Goncourt 2013 et son adaptation cinématographique en 2017.
- La Dernière Reine (2022), bande dessinée de Jean-Marc Rochette.

### Expositions
- « Les Gueules cassées. Scars of the Great War in Contemporary Art », Thomas D. Trummer et Markus Schinwald (en) commissaires, avec des contributions de Yael Bartana, Tacita Dean, Agnès Geoffray, Wade Guyton, Thomas Hombach, William Kentridge, Peter Piller (de), Doris Salcedo, Markus Schinwald (en), Anne Schneider, Karlheinz Stockhausen, Juljan Zilz (de) et Bryan Adams. Wounded. The Legacy of War, Kunsthalle de Mayence, du 27 février 2014 au 8 juin 2014
- « The Guns of August. Grant’s Tomb Gallery marks the 100th Anniversary of the beginning of The Great War ». Featuring the Social Realist work of Erik Chipchase, the show also incorporates works from notable collage artists Winston Smith and Rene Apallec for his collage series « broken faces » opens Friday, August 15, 2014
- « Face of conflict, The impact of the First World War on art and facial reconstructive surgery » (L'impact de la Première Guerre mondiale sur l'art et la chirurgie reconstructive du visage), du 17 janvier au 5 avril 2015 L'exposition présente des objets historiques et les archives associés aux travaux du pionnier de la chirurgie faciale, Sir Harold Gillies, du Queen’s Hospital, qui sont prêtés par le Royal College of Surgeons et de l'Association britannique des chirurgiens plastique et reconstructive (the British Association of Plastic). Ils sont reliés à des œuvres créées pendant et immédiatement après la Première Guerre mondiale (par Wyndham Lewis et George Grosz) et au travail contemporain par René Apallec, Eleanor Crook et Paddy Hartley.
- Exposition de la Bibliothèque inter-universitaire de santé, Paris

### Filmographie
- 1971 : Johnny s'en va-t-en guerre de Dalton Trumbo
- 2001 : La Chambre des officiers de François Dupeyron
- 2017 : Au revoir là-haut de Albert Dupontel
- Depuis 2010 : Boardwalk Empire de Terence Winter (série télévisée)

### Bandes dessinées
- La Dernière Reine, bande dessinée de Jean-Marc Rochette, 2022.